# Jarella
Jarella es un personaje ficticio que aparece en los cómics estadounidenses publicados por Marvel Comics. Junto con Betty Ross Banner y Caiera, fue uno de los grandes amores de Hulk. El personaje fue introducido en The Incredible Hulk vol. 2 # 140 (mayo de 1971). Jarella fue creada por Roy Thomas, Herb Trimpe y el autor estadounidense de ciencia ficción Harlan Ellison, quien fue el escritor invitado de ese número.

## Historial de publicaciones
Jarella apareció por primera vez en The Incredible Hulk vol. 2 # 140 (junio de 1971) como un personaje único en una trama del escritor invitado Harlan Ellison. Fue traída de regreso en el número 148, otra historia de un conspirador invitado, en este caso Chris Claremont en su primera historia publicada. Aunque las apariciones reales de Jarella continuarían siendo esporádicas, se convirtió en una fuerza impulsora importante en la trama y las caracterizaciones de Hulk durante varios años.
Jarella muere en The Incredible Hulk vol. 2 # 205 (noviembre de 1976). Aunque provocó una gran cantidad de protestas de los lectores que compartían el dolor de Hulk, el escritor Len Wein ha dicho que nunca tuvo la intención de que la muerte de Jarella fuera permanente: "[Era] mi intención que Jarella no estuviera realmente muerta. Siendo una especie alienígena, ¿qué parecía que la muerte para nosotros era de hecho un paso en lo que sería su metamorfosis en un poder superior. Nunca tuve la oportunidad de traerla de regreso antes de dejar el título, y por lo tanto ella permaneció muerta".

## Biografía ficticia
Jarella era la princesa del mundo subatómico de K'ai. Aunque aparentemente primitivo, su mundo tiene restos de alta tecnología y hechicería olvidadas hace mucho tiempo. Su gente es de piel verde y en su mayor parte de cabello rubio, pero por lo demás humanoide.
La ciudad de Jarella está amenazada por una serie de amenazas que van desde los ataques de los gigantes warthos (bestias con forma de jabalí) hasta los ejércitos del señor de la guerra Visus. Hulk aparece en K'ai durante un ataque de los warthos y aleja a los enormes monstruos. La gente sale a saludarlo, y Hulk está especialmente cautivado por la encantadora y gentil Jarella. Ella lo lleva a la ciudad y pide a sus hechiceros que ayuden a Hulk a aprender su idioma. El hechizo tiene éxito y también permite que la personalidad humana de Bruce Banner emerja en el cuerpo de Hulk. Hulk y Jarella se enamoran y ella lo proclama su marido. Después de que Visus intenta asesinar a Jarella, ella lo exilia de la ciudad. Sin embargo, Psyklop le arrebata a Hulk a K'ai.
Jarella pronto es transportada a la Tierra por el Panteón de los Hechiceros (Torla, Holi, Moli; también conocida como la Tríada del Hechicero) para recuperar a Hulk. Este acto provoca inadvertidamente tormentas solares; ella lucha contra Fialin y luego regresa a K'ai. Ella pierde otra guerra contra Visi y es llevada cautiva. Hulk regresa a K'ai, y Jarella y Hulk derrotan a Visis y al asesino Krylar.
Jarella acepta incondicionalmente a Hulk. Llega a conocer la mente de Bruce Banner en el cuerpo de Hulk, pero acepta igualmente la personalidad de Hulk o el cuerpo de Banner.
Junto a Hulk, Jarella lucha contra Psyklop una vez más. Hulk y Jarella son luego devueltos a la Tierra por Doc Samson. Durante una batalla entre Hulk y Crypto-Man en un pueblo sin nombre en Nuevo México, Jarella salva a un niño de un muro que se derrumba, pero ella misma muere aplastada. Hulk lleva el cuerpo de Jarella a la Base Gamma, pero los médicos no pueden revivirla. Hulk hace estragos en busca de su amigo, el mago Doctor Strange, pero este último tampoco puede restaurarla, y finalmente acepta que Jarella está muerta, mientras es consolado por la Valquiria. Capitán Mar-Vell encoge a Hulk para que pueda devolver el cuerpo de Jarella a K'ai para un entierro adecuado. Después de descansar, su espíritu se despide creando una sola flor verde.
Durante la Guerra del Caos, la reina Jarella revive para ayudar a Hulk a luchar contra Abominación, un Doctor Strange poseído por Zom y las fuerzas de Amatsu-Mikaboshi. Después de que Hulk y sus aliados fueron casi derrotados por su padre no muerto Brian Banner (empoderado en Hulk Diablo a través de todo el miedo y la rabia que Hulk sintió hacia él a lo largo de los años), ella salva a su esposo y ayuda a derrotar a Brian. La madre de Bruce que regresó de manera similar le dice que, aunque no le gustaba su otra esposa, Red She-Hulk, definitivamente le gusta Jarella, sin embargo, ambos pronto tendrán que irse nuevamente.

## Poderes y habilidades
Jarella era una mujer atlética con la fuerza de un humano normal, pero era una hábil espadachina, estratega y ecuestre. Montaba corceles parecidos a caballos y serpientes aladas autóctonas de K'ai.
Después de su muerte, se sintió empoderada por todos los sentimientos positivos que Hulk había sentido hacia ella, y como su amado extrae su poder de las emociones, aparentemente ganó una destreza física sobrehumana incluso excediendo su propio estado regular.

## Recepción
El personaje ocupó el puesto 68 en la lista "Las 100 mujeres más sexys de los cómics" de la Guía del comprador de cómics.